# Vasilij Vasil'evič Dolgorukov (1752-1812)
Principe Vasilij Vasil'evič Dolgorukov, in russo Василий Васильевич Долгоруков? (1752 – San Pietroburgo, 13 marzo 1812), è stato un ufficiale russo.

## Biografia
Era il figlio più giovane del principe Vasilij Michajlovič Dolgorukov (1722-1782), e di sua moglie, Anastasija Vasil'evna Volyna (1723-1805).

## Carriera
Intraprese la carriera militare all'età di 10 anni, al fianco di suo padre durante la campagna di Crimea. A conclusione della campagna, l'imperatrice Caterina II gli conferì il grado di colonnello. Nel 1777 venne nominato maggior generale e nel 1783 venne promosso a luogotenente generale.
Nel 1788 partecipò all'assedio di Očakov.

## Matrimonio
Sposò, nel gennaio 1786, Ekaterina Fëdorovna Barjatinskaja-Dolgorukova (1769-1849), figlia del maresciallo Fëdor Sergeevič Barjatinskij. Ebbero cinque figli:
- Vasilij Vasil'evič (27 marzo 1786-12 dicembre 1858), sposò Varvara Sergeevna Gagarina, ebbero tre figli;
- Nikolaj Vasil'evič (8 ottobre 1789-2 giugno 1872), sposò Ekaterina Golicyna;
- Ekaterina Vasil'evna (21 aprile 1791-18 gennaio 1863), sposò il conte Sergej Nikolaevič Saltykov, non ebbero figli;
- Aleksandr Vasil'evič (1794-1795);
- Sof'ja Vasil'evna (nata e morta nel 1798).

## Morte
Dopo essersi ritirato dalla vita militare, il principe ha vissuto per diversi anni a Parigi e Vienna.
Morì il 13 marzo 1812, a San Pietroburgo, di apoplessia. Fu sepolto nel villaggio di Poluektova, nel distretto di Ruza, nella provincia di Mosca.